# David Herold (Attentäter)

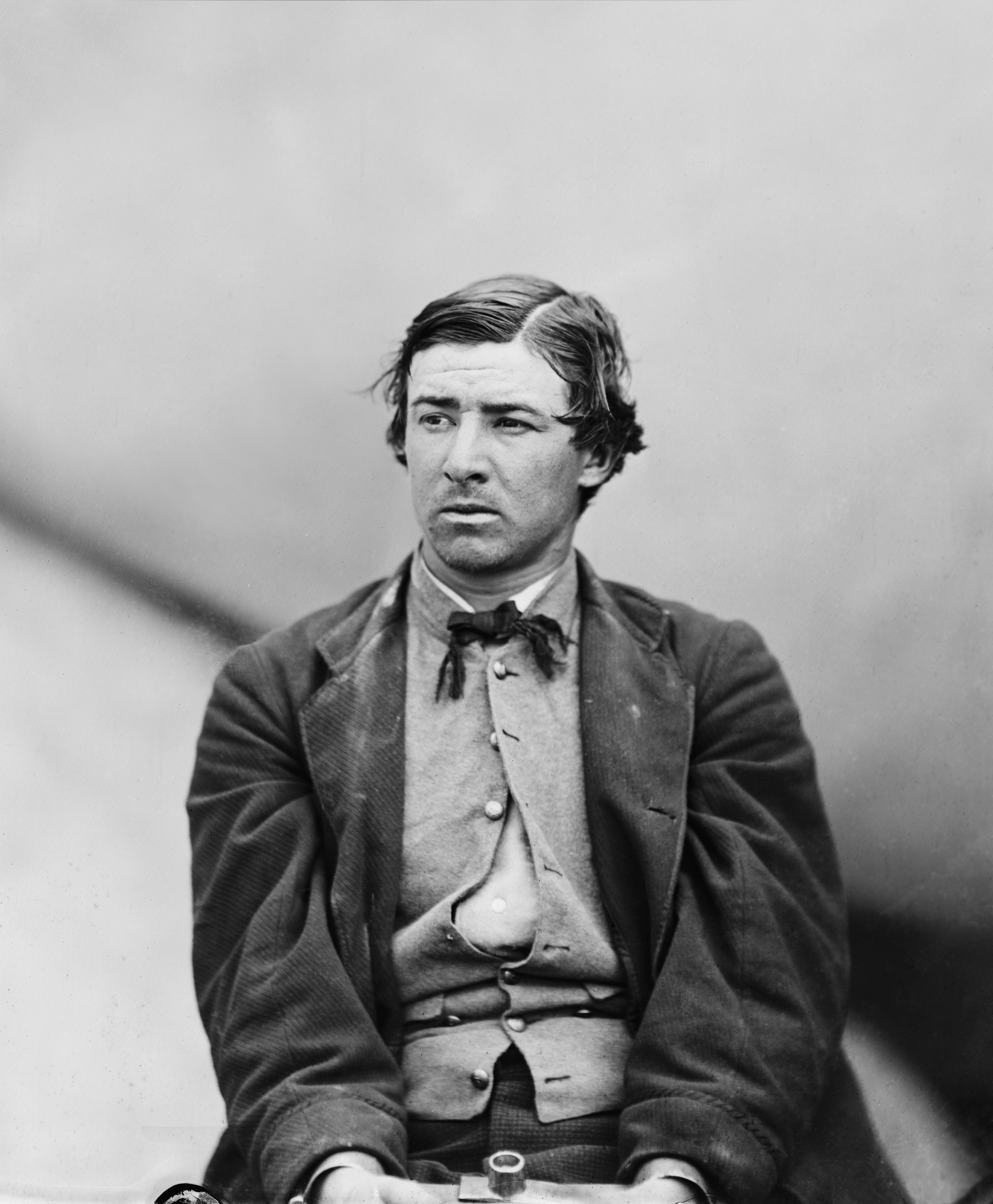
David Herold nach seiner Verhaftung 1865

David Edgar Herold (* 16. Juni 1842 in Maryland; † 7. Juli 1865 in Washington, D.C.) war ein US-amerikanischer Attentäter, der mit John Wilkes Booth zusammen einen erfolgreichen Anschlag auf Präsident Abraham Lincoln verübte.

## Frühe Jahre
Herold wurde in Maryland als sechstes von zehn Kindern von Adam und Mary Porter Herold geboren. Er wuchs in Washington D. C. auf und besuchte die Gonzaga College High School, das Georgetown College und die Rittenhouse Academy. Anschließend arbeitete er als Apotheker. Herold besuchte später die Charlotte Hall Academy, wo er John Surratt kennenlernte, der ihn Booth vorstellte.
Im Jahr 1864 war er eine Zeit lang in Brooklyn, New York, beim Arzt Francis Tumblety (um 1830–1903) angestellt. Tumblety wurde kurzzeitig auch bei der Jagd nach den Lincoln-Mördern festgenommen, später aber wieder freigelassen.

## Attentat
Am Abend des 14. April 1865, an dem Booth Lincoln im Ford Theater in Washington erschoss, drang Lewis Powell in das Haus des Außenministers William H. Seward ein und verletzte ihn mit mehreren Messerstichen schwer. Herold begleitete Powell dabei. Seward überlebte den Anschlag jedoch.
Am 7. Juli 1865 wurde Herold gemeinsam mit Mary Surratt, Lewis Powell und George Atzerodt, drei weiteren Komplizen des Lincoln-Attentäters, gehängt. Booth selbst war bereits am 26. April 1865 bei dem Versuch ihn festzunehmen, getötet worden.